# Pseumenes imperatrix
Pseumenes imperatrix är en stekelart som först beskrevs av Smith 1857.  Pseumenes imperatrix ingår i släktet Pseumenes och familjen Eumenidae. Inga underarter finns listade i Catalogue of Life.